# 梁民赫
- 梁民革

梁 民赫（ヤン・ミンヒョク、韓国語: 양 민혁, ラテン文字転写: Yang min-Hyuk, 2006年4月16日 - ）は、韓国のプロサッカー選手。EFLチャンピオンシップ・ポーツマスFC所属。韓国代表。ポジションはフォワード（ウイング）。

## 概要
Kリーグ1歴代最年少得点記録保持者。
Kリーグ1歴代最年少二桁得点記録保持者。
歴代最年少Kリーグ若手選手賞受賞者。
歴代最年少Kリーグベストイレブン受賞者。

## クラブ経歴

### 江原
2024年3月2日にKリーグデビューを果たした。開幕戦からデビュー35秒でアシストを記録した上で、江原の歴代最年少出場、得点、アシストなどの記録をすべて塗り替えた。
2024年5月9日、4月のKリーグ1・月間最優秀若手選手賞を受賞した。Kリーグ歴代最年少の受賞者であり、セミプロで初の受賞者であった。
2024年6月12日、5月のKリーグ1・月間最優秀若手選手賞を受賞し、2か月連続受賞となった。同時にセミプロで最初の連続受賞者となった。
6月、7月もKリーグ1・月間最優秀若手選手賞を受賞し、史上初めて4か月連続受賞という快挙を成し遂げた。
2024年7月31日、Kリーグ選抜 対 トッテナム・ホットスパーのリーグオールスター戦に出場した。 前半21分、エメルソン・ロイヤルが手まで振り回して阻止しようとしたが、ヤン・ミンヒョクが突破するのに成功し観客を沸かした。
2024年、Kリーグで38試合出場、12ゴール6アシストの記録を残し、歴代最年少でKリーグ年間ベストイレブンに選出された。

### トッテナム・ホットスパー
2024年7月28日、Kリーグ選抜で対戦したトッテナムへの2025年の加入内定が発表された。契約期間は2030年6月30日までの5年半。

#### QPRへのローン
2025年1月29日、2024-25シーズン終了までの期限付き移籍でEFLチャンピオンシップのクイーンズ・パーク・レンジャーズに加入。2月1日、ミルウォール戦で交代出場という形でチャンピオンシップデビューを果たした。2月14日、ダービー・カウンティ戦で、移籍後初アシストを記録。3月29日、ストーク・シティ戦で移籍後初ゴールを決めた。

#### ポーツマスへのローン
2025年8月8日、1シーズンローンでEFLチャンピオンシップのポーツマスFCに加入した。

## 代表経歴
2023年6月、AFC U17アジアカップ2023にて代表初招集。背番号は11番であった。交替で出場したイラン戦を除いては全6試合にフル出場した。キム・ミョンジュン、ユン・ドヨンらと共にスリートップで活躍し、チームの準優勝と2023 FIFA U-17ワールドカップ出場権獲得に貢献した。
同年11月、2023 FIFA U-17ワールドカップに出場。全3戦においてフル出場したが、敗退に終わった。
2025年3月25日、FIFAワールドカップ予選のヨルダン戦で代表デビューを果たした。

## 人物・エピソード
- 背番号である47番は憧れの選手である江原の梁鉉俊とマンチェスター・シティのフィル・フォーデンの背番号に由来する[8]。
- ソン・フンミンからは「手を貸すよ。でも僕の席は絶対に譲らない」とエールを送られた[21]。

## プレースタイル
積極的なプレイが特徴でシュート、パス、スピードと加速、ゴール決定力などが非常に良く、選手を利用するサッカーIQにも優れている。

## 個人成績

### クラブ
| 国内大会個人成績 | 国内大会個人成績 | 国内大会個人成績 | 国内大会個人成績   | 国内大会個人成績 | 国内大会個人成績 | 国内大会個人成績 | 国内大会個人成績 | 国内大会個人成績 | 国内大会個人成績 | 国内大会個人成績 | 国内大会個人成績 |
| 年度             | クラブ           | 背番号           | リーグ             | リーグ戦         | リーグ戦         | リーグ杯         | リーグ杯         | オープン杯       | オープン杯       | 期間通算         | 期間通算         |
| 年度             | クラブ           | 背番号           | リーグ             | 出場             | 得点             | 出場             | 得点             | 出場             | 得点             | 出場             | 得点             |
| 韓国             | 韓国             | 韓国             | 韓国               | リーグ戦         | リーグ戦         | リーグ杯         | リーグ杯         | FA杯             | FA杯             | 期間通算         | 期間通算         |
| ---------------- | ---------------- | ---------------- | ------------------ | ---------------- | ---------------- | ---------------- | ---------------- | ---------------- | ---------------- | ---------------- | ---------------- |
| 2024             | 江原             | 47               | K1                 | 38               | 12               | -                | -                | 0                | 0                | 38               | 12               |
| イングランド     | イングランド     | イングランド     | イングランド       | リーグ戦         | リーグ戦         | FLカップ         | FLカップ         | FAカップ         | FAカップ         | 期間通算         | 期間通算         |
| 2024-25          | QPR              | 34               | チャンピオンシップ | 14               | 2                | -                | -                | -                | -                | 14               | 2                |
| 通算             | 韓国             | 韓国             | K1                 | 38               | 12               | -                | -                | 0                | 0                | 38               | 12               |
| 通算             | イングランド     | イングランド     | チャンピオンシップ | 14               | 2                | 0                | 0                | 0                | 0                | 14               | 2                |
| 総通算           | 総通算           | 総通算           | 総通算             | 52               | 14               | 0                | 0                | 0                | 0                | 52               | 14               |

### 代表
| 韓国代表 | 国際Aマッチ | 国際Aマッチ |
| 年       | 出場        | 得点        |
| -------- | ----------- | ----------- |
| 2025     | 1           | 0           |
| 通算     | 1           | 0           |

## タイトル

### 個人
- Kリーグ月間最優秀若手選手賞  (2024年4月、2024年5月、2024年6月、2024年7月、2024年10月)
- Kリーグ年間最優秀若手選手賞（2024）
- Kリーグ年間ベストイレブン（2024）

## 学歴
- 孝情小学校（卒業）
- 束草中学校（卒業）
- 江陵第一高校 (卒業)